# (58142) 1983 RW3
(58142) 1983 RW3 là một tiểu hành tinh vành đai chính. Nó được phát hiện bởi Henri Debehogne ở Đài thiên văn La Silla ở Chile ngày 4 tháng 9 năm 1983.